# Casalserugo
Casalserugo är en ort och kommun i provinsen Padova i regionen Veneto i Italien. Kommunen hade 5 392 invånare (2018).